# Tessa Albertson
Tessa Albertson (New York, 13 agosto 1996) è un'attrice statunitense. Attiva in campo televisivo, teatrale e cinematografico, ha recitato a Broadway in Shrek The Musical ed è nota soprattutto per aver interpretato Caitlin nella serie TV Younger

## Filmografia

### Cinema
- Phoebe in Wonderland, regia di Daniel Barnz (2008)
- Disconnect, regia di Henry Alex Rubin (2012)
- 3 Generations - Una famiglia quasi perfetta (3 Generations), regia di Gaby Dellal (2015)
- November Criminals, regia di Sacha Gervasi (2017)

### Televisione
- Younger - serie TV, 17 episodi (2015-2019)
- The Good Wife - serie TV, 1 episodio (2016)
- Law & Order - Unità vittime speciali - serie TV, 1 episodio (2018)
- Instinct - serie TV, 1 episodio (2019)
- The Family - serie TV, 3 episodi (2019)

## Doppiatrici italiane
Nelle versioni in italiano delle opere in cui ha recitato, Tessa Albertson è stata doppiata da:
- Emanuela Ionica in 3 Generations - Una famiglia quasi perfetta
- Ludovica Bebi in Younger
- Annalisa Usai in November Criminals